# Tipula (Acutipula) isparta
Tipula (Acutipula) isparta is een tweevleugelige uit de familie langpootmuggen (Tipulidae). De soort komt voor in het Palearctisch gebied.